# Liste der Monuments historiques in Winnezeele
Die Liste der Monuments historiques in Winnezeele führt die Monuments historiques in der französischen Gemeinde Winnezeele auf.

## Liste der Bauwerke
| Bezeichnung | Beschreibung | Standort            | Kennzeichnung | Schutzstatus | Datum | Bild |
| ----------- | ------------ | ------------------- | ------------- | ------------ | ----- | ---- |
| Motte       | Mittelalter  | Temple Hovek (Lage) | PA00107892    | Inscrit      | 1979  |      |

## Liste der Objekte
- Monuments historiques (Objekte) in Winnezeele in der Base Palissy des französischen Kultusministeriums